# Парламентские выборы в Турции (2007)
Парламентские выборы в Турции были проведены 22 июля 2007 года.

## Ход выборов и итоги
На внеочередных парламентских выборах в Турции победила правящая Партия справедливости и развития (Турция), возглавляемая премьер-министром Эрдоганом. Исламско-консервативная набрала 46,3 процента голосов, улучшив свой прежний результат. Несмотря на прирост голосов, партия Эрдогана получит в меджлисе 342 мандата, на 10 меньше, чем после прошлых выборов. Однако этого достаточно для формирования однопартийного правительства.
Кроме Партии справедливости и развития, в парламент прошли еще две партии, преодолев 10-процентный барьер. Левоцентристская Народно-республиканская партия получила 111 и ультраправая ПНД — 77 мандатов. Кроме того, в парламент прошли 25 независимых депутатов. В выборах приняли участие около 80 процентов избирателей.
Премьер-министр Реджеп Эрдоган пообещал продолжить демократические реформы, а также добиваться полноправного членства Турции в Европейском Союзе. «Этот успех не вскружит нам голову, и мы не отступим ни на миллиметр от основных принципов нашей республики», — заявил Эрдоган после победы на выборах.
Однако до кворума в 367 голосов, необходимого при голосовании по конституционным поправкам и выборам нового президента, партия Эрдогана не дотянула. Это означает, что через 40 дней после формирования нового состава парламента там должны пройти выборы нового президента. И в этом случае ПСР придется выдвигать компромиссную фигуру из числа депутатов: ведь к внеочередным выборам как раз привел кризис, вызванный отсутствием кворума при избрании президентом соратника Эрдогана, министра иностранных дел Абдуллаха Гюля.
4 августа состоялись первое заседание парламента 60-го созыва и церемония принятия присяги новоизбранными депутатами. 9 августа Спикером парламента Турции уже в ходе первого тура голосования избран кандидат от правящей ПСР Коксал Топтан, которого поддержали 450 членов законодательного собрания, при необходимом минимуме 367 голосов.
Серьезных инцидентов во время голосования в стране отмечено не было, сообщают представители ЦИК и МВД Турции.

## Реакция
- ПАСЕ:

Парламентская Ассамблея Совета Европы признала состоявшиеся в воскресенье в Турции досрочные парламентские выборы демократичными и свободными. Представитель ПАСЕ Люк Ван ден Бранде завил:
"Выборы прошли в спокойной атмосфере, были свободными и демократичными" 
- Греция:

Глава МИД Греции Дора Бакоянни поздравила Партию справедливости и развития (ПСР) с победой на выборах в Турции:
"Поздравляю партию премьер-министра Тайипа Эрдогана с впечатляющей победой на выборах. Турции нужно стабильное, демократическое и ориентированное на Европу правительство, которое, как я думаю, сможет вновь сформировать Партия справедливости и развития" 
- Азербайджан:

Президент Азербайджана Ильхам Алиев направил поздравления руководителю Партии справедливости и развития (ПСР), премьер-министру Турции Реджепу Тайипу Эрдогану, в котором отметил, что завоеванная им победа на парламентских выборах свидетельствует о поддержке турецкого народа.

- Россия:

Президент России Владимир Путин поздравил Реджепа Эрдогана с победой на выборах. В послании Президента говорится:
"Примите мои искренние поздравления по поводу убедительной победы на парламентских выборах возглавляемой Вами Партии справедливости и развития. Уверен, что нашими совместными усилиями мы обеспечим дальнейшее поступательное развитие многопланового партнерства между Российской Федерацией и Турецкой Республикой". 